# Lauri Dalla Valle
Lauri Dalla Valle (Kontiolahti, Finlandia; 14 de septiembre de 1991) es un exfutbolista finlandés que se desempeñaba como delantero.
Dalla Valle fue internacional en categorías inferiores con la selección de fútbol de Finlandia. Aunque no ha llegado a disputar ningún campeonato importante con dicha selección.

## Clubes
| Club                          | País       | Año     | Partidos | Goles |
| ----------------------------- | ---------- | ------- | -------- | ----- |
| JIPPO                         | Finlandia  | 2006-08 | 7        | 0     |
| Liverpool F. C.               | Inglaterra | 2008-10 | 1        | 0     |
| Fulham F. C.                  | Inglaterra | 2010-13 | 2        | 0     |
| AFC Bournemouth (cedido)      | Inglaterra | 2011    | 8        | 2     |
| Dundee United F.C. (cedido)   | Escocia    | 2011-12 | 12       | 3     |
| Exeter City F.C. (cedido)     | Inglaterra | 2012    | 5        | 0     |
| Crewe Alexandra F.C. (cedido) | Inglaterra | 2012    | 10       | 5     |
| Molde F. K.                   | Noruega    | 2013    | 4        | 0     |
| Sint-Truidense V. V.          | Bélgica    | 2013-14 | 21       | 0     |
| Crewe Alexandra F. C.         | Inglaterra | 2014-16 | 31       | 6     |
| F. K. Zemun                   | Serbia     | 2017    | 3        | 0     |